# Kościół św. Scholastyki w Krakowie
Kościół św. Scholastyki – XVII-wieczny kościół w Krakowie, na rogu dzisiejszych ulic św. Marka i św. Krzyża. Przekształcony w XIX wieku na dom mieszkalny.

## Historia
Kościół został zbudowany w połowie XVII w. W 1648 znajdujące się przy obecnej ulicy św. Marka w Krakowie dwory Marcin Świechowski przekazał klasztorowi św. Wojciecha w podkrakowskich Staniątkach z przeznaczeniem na kościół i klasztor tamtejszych benedyktynek. W tym samym roku przybyły tu ze Staniątek zakonnice. Wzniesiony przez ksienię Annę Cecylię Trzcińską kościół pod wezwaniem Zwiastowania Najświętszej Marii Panny i św. Scholastyki był niewielkim barokowym budynkiem na planie prostokąta, z fasadą i głównym wejściem od strony dzisiejszej ulicy św. Krzyża.
W 1659 biskup Mikołaj Oborski erygował tutaj klasztor benedyktynek, jednak już w 1663 tutejsze zakonnice ponownie zostały podporządkowane klasztorowi ze Staniątek. W 1782 r. klasztor zniesiono. Według innych opracowań próba usamodzielnienia się klasztoru skończyła się już ok. 1657 przeniesieniem tutejszych mniszek do Staniątek, a klasztor służył odtąd za dom tamtejszej ksieni podczas jej pobytów w Krakowie.
W XIX w. budynek kościoła przekształcono na dom, a pamiątką po kościele było wezwanie znajdującej się w dawnym budynku klasztoru szkoły żeńskiej św. Scholastyki.